# Anarchistyczne FAQ
Anarchistyczne FAQ (ang. An Anarchist FAQ) – FAQ napisane przez międzynarodową grupę roboczą anarchistów społecznych połączonych przez internet. Dokumentuje ono anarchistyczną teorię i idee oraz opowiada się za anarchizmem społecznym. Zgłębia również inne kwestie dyskusyjne wewnątrz ruchu anarchistycznego i kontruje popularne argumenty przeciw anarchizmowi. Jest nieustannie rozwijane od 1995. Mimo że z początku było jedynie krytyką anarchokapitalizmu, do chwili swojej oficjalnej publikacji przerodziło się w ogólne wprowadzenie do anarchizmu.
FAQ jest publikowane zgodnie z zasadami licencji GNU Free Documentation License (copyleft) i jest dedykowane „milionom anarchistów, żyjących lub zmarłych, którzy próbowali i próbują stworzyć lepszy świat”. Zostało oficjalnie opublikowane online 19 lipca 1996 „by uczcić Rewolucję Hiszpańską z 1936 r. oraz bohaterstwo hiszpańskiego ruchu anarchistycznego".

## Historia
Pracę nad FAQ zostały rozpoczęte w 1995, gdy grupa anarchistów połączyła siły w celu napisania FAQ sprzeciwiającemu się twierdzeniom kapitalistów jakoby byli oni częścią ruchu anarchistycznego. Uczestniczący w projekcie spędzili wiele godzin na internetowym debatowaniu z samozwańczymi anarcho-kapitalistami o kwestii kompatybilności anarchizmu z kapitalizmem. Ostatecznie, grupa internetowych aktywistów zdecydowała się napisać FAQ tłumaczące dlaczego w ich mniemaniu kapitalizm i anarchizm są niekompatybilne. Mimo że FAQ zostało napisane przez wielu współtwórców, głównymi uczestnikami, wymienionymi we wprowadzeniu są: Iain McKay (główny współtwórca i redaktor), Gary Elkin, Dave Neal i Ed Boraas, którzy określają się jako Kolektyw Redakcyjny Anarchistycznego FAQ (The Anarchist FAQ Editorial Collective). Jednakże, redaktorzy ostatecznie zdecydowali, że anarchistyczne FAQ, które skupia się na szerzej pojętym anarchizmie byłoby lepszym pomysłem niż ograniczanie się do obalania koncepcji anarcho-kapitalizmu, i tak narodziło się FAQ. Autorzy zauważają, że „nadal nosi ślady swojej przeszłości. Na przykład poświęca postaciom pokroju Ayn Rand, Murraya Rothbarda itp. o wiele za dużo uwagi poza sekcją F – naprawdę nie są one aż tak istotne.”
FAQ zostało wydane w wersji książkowej przez AK Press, Oakland/Edinburgh
- Tom I: 2008, 558 stron, ISBN 978-1-902593-90-6.
- Tom II: 2012; 550 stron, ISBN 978-1-84935-122-5.

## Treść
Autorzy FAQ utożsamiają się ze społecznymi odłamami anarchizmu (rozumianymi jako anarchokomunizm, anarchosyndykalizm, anarchokolektywizm i Proudhonowski mutualizm). Mimo to, FAQ prezentuje i omawia inne szkoły myśli anarchistycznej, takie jak anarchizm indywidualistyczny, anarcha-feminizm oraz mniej znane teorie, takie jak platformizm czy anarchoprymitywizm. Cytuje fragmenty dzieł różnorodnych autorów tych szkół a jego bibliografia zawiera ponad 500 źródeł. Według FAQ anarchizm jest synonimem libertariańskiego socjalizmu, wolnościowego socjalizmu oraz libertariańskiego komunizmu i wolnościowego komunizmu.
Ze względu na różnorodność idei anarchistycznych, autorzy zdają sobie sprawę, że wielu anarchistów nie zgodzi się ze wszystkim co opisuje FAQ. Jednakże, wyrażają swoje przekonanie, że „większość anarchistów zgodzi się z większością prezentowanych przez nas treści i uszanuje te fragmenty z którymi się nie zgadzają jako autentyczne wyrazy anarchistycznych idei i ideałów”.
FAQ przedstawia wewnętrzne spory w myśli anarchistycznej, takie jak różnice zdań między anarchistami społecznymi a indywidualistycznymi. Jako przedstawiciele anarchizmu społecznego, autorzy tłumaczą swój punkt widzenia na anarchizm indywidualistyczny, twierdząc, że mimo jego znaczenia zawiera on pewne sprzeczności oraz „liczne wady”, utrzymując, że doprowadziłby do „hierarchicznego i nie-anarchistycznego społeczeństwa”. Bronią się także przed indywidualistyczną krytyką wymierzoną w anarchizm społeczny, twierdząc, że „znaczna część tego sprzeciwu jest zakorzeniona w nieporozumieniach i czasami wręcz przekłamaniach”.
FAQ nie zalicza anarcho-kapitalizmu jako części anarchizmu indywidualistycznego ani jako części anarchizmu w ogóle. Autorzy FAQ tłumaczą i krytykują anarcho-kapitalizm w sekcjach F i G. Utrzymują, że „poza siecią [anarcho-kapitaliści] są nieistotni a w sieci są po prostu drażniący” a ich argumenty określają jako „bezmyślne”.

## Wpływ i odbiór
FAQ otrzymało pochwały z wielu źródeł. Anarchosyndykalistyczna Solidarity Federation określiła je jako „bezcenne źródło” „wysoce polecane” osobom chcącym „zdobyć większą wiedzę na temat anarchizmu”. Flint Jones, członek NEFAC pochwalił FAQ jako „najbardziej kompleksowe [anarchistyczne] dostępne źródło”. Irlandzka grupa anarchistyczna Workers Solidarity Movement, nazwała je „głównym źródłem informacji o anarchizmie w Internecie”. Quebecki anarchista Normand Baillargeon nazywa je „monumentalnym i niezastąpionym FAQ poświęconym anarchizmowi”. FAQ było przytoczone przez uczonego Josepha M. Reagle Jr. „[jako] przykład założeń [samozarządzania społeczności]”. FAQ było cytowane w wielu publikacjach, takich jak Viable Utopian Ideas: Shaping a Better World (2003) Arthura Shostaka oraz Utopia and Organization (2002) Martina Parkera. Zostało określone jako „bardzo kompleksowe” przez Paula Grahama i Johna Hoffmana w ich Introduction to Political Ideologies (2006). Różne wersje FAQ zostały przetłumaczone na wiele języków oraz zawarte w każdej stabilnej wersji Debiana od 1999.
Starsza wersja FAQ została skrytykowana przez jednego z anarcho-kapitalistów, przeciwko któremu  była wymierzona. W 1997 David D. Friedman, odnosząc się do wersji z 1996 skarżył się na, jak sam to określił, „nieodpowiedzialność” autorów, która objawiała się błędami w ich przedstawieniu historii Islandii oraz przypisywaniu mu pozycji, której nie zajął. Twierdził, że metodologią autorów było najpierw „zmyślanie faktów”, a potem poprawianie błędów, dopiero gdy im je wytknął, w nadziei przedstawienia w końcu faktycznego stanu rzeczy. Autorzy poprawili błędne przedstawienie poglądów Friedmana gdy dotarła do nich jego krytyka. Mimo że przyznali się do nieścisłości dotyczących średniowiecznej Islandii w wersji FAQ z 1996 oraz braku odpowiedniej weryfikacji niektórych faktów, zaprzeczyli jakoby oznaczało to „lekceważenie prawdy” i twierdzą, że ich krytyka pozostaje aktualna mimo „poważnych błędów w szczegółach”.
Anarchista mutualistyczny i indywidualistyczny Kevin Carson nazwał FAQ „monumentalnym kompendium anarchistycznej historii, teorii i praktyki”. Jednakże, Carson nie zgodził się z przedstawioną w FAQ analizą anarcho-kapitalizmu. Odniósł się do podejścia FAQ do anarcho-kapitalizmu jako o „najsłabszym elemencie FAQ”, kontynuując „[Chociaż] uważam anarcho-kapitalizm za zdecydowanie odbiegający od klasycznego indywidualistycznego anarchizmu, odrzucam również jakiekolwiek ogólnikowe twierdzenie jakoby nie byli oni ‘prawdziwymi anarchistami’”.

## Polskie tłumaczenie
Polskie tłumaczenie Anarchistycznego FAQ było publikowane pod adresem anarchifaq.most.org.pl od kwietnia 2002 do grudnia 2008. Zostały wówczas przetłumaczone sekcje do H.1.
W 2017 projekt tłumaczenia został reaktywowany przez nowy kolektyw, koordynujący prace poprzez facebookową grupę „Anarchistyczne FAQ – tłumaczenie na polski”. Za cel postawiono sobie dostosowanie oryginalnego tłumaczenia do nowoczesnych standardów webowych jak i uzupełnienie brakujących sekcji. Uczestniczący zdecydowali się zacząć od sekcji I – uznanej przez nich za najpilniej wymagającą polskiego tłumaczenia. W 2019 powstała strona anarchizm.info, na której publikowane są nowo przetłumaczone podsekcje jak i oryginalne tłumaczenie.